# متلازمة القرن القذالي
متلازمة القرن القذالي، كانت تعرف سابقًا باسم متلازمة إهلرز-دانلوس, هو اضطراب في النسيج الضام ( مرض وراثي متنحي مرتبط X ). وهو ناتج عن نقص النحاس ( من المعادن الأساسية في الجسم )، ويرتبط ذلك المرض ب طفرة في جين ATP7A. حوالي 2/3 من الأطفال الذين يعانون من متلازمة القرن القذالي بسبب تلك الطفرة الوراثية. بينما 1/3 الأطفال الآخرين لم يكن المرض في اسرهم ( أي ليس مرض وراثي ).هذه المتلازمة تصيب الذكور بشكل أكبر وذلك لاحتواء الجينات الذكرية على جين X واحد على عكس الإناث التي تكون في الأغلب حاملة للمرض فقط ولكى تصاب الإناث لابد من أن يكون المرض على ال 2 كروموسوم X فيما عدا ذلك تكون حاملة للمرض فقط هذا الاضطراب يعتبر أقل من مرض مينكيس.

## علامات / أعراض
هذه المتلازمة تتميز بنقص في صفراء نحاس مما يؤدي إلى تشوهات في الهيكل العظمي. ويشمل الجزء الخلفي من الجمجمة وكذلك تشوهات في الكوع والمرفق, و رأس الكعبرة و تشوهات الوركين والحوض. متلازمة القرن القذالي تأتي في وقت مبكر في الطفولة الوسطى. ومن بعض هذه السمات في الأطفال :
- طبيعي / تأخر قليل بمعدل الذكاء
- رقبة طويلة، وارتفاع سقف الحلق -، الوجه طويل، والجبهه عالية
- رخاوة الجلد
- الفتوق الأربية
- التواء الأوعية الدموية
- رتوج المثانة
- خلل الوظائف المستقلة—عدم القدرة على تنظيم أجزاء من الجهاز العصبي
- الإسهال المزمن
- شعر خشن

## العلاج
الأطفال الذين يعانون من متلازمة القرن القذالي يحصلون على العلاج الطبيعي والمهني. قد يتطلب أنبوب تغذية إذا كانوا لا ينمون بما فيه الكفاية. في محاولة لتحسين الحالة العصبية (التشنجات) حقن كلوريد النحاس يمكن أن يُعطى للطفل في وقت مبكر. ومع ذلك، فقد أظهرت حقن النحاس انها غير فعالة في دراسات اضطرابات الأنسجة الضامة الأيضية.

## وصلات خارجية
- GeneReviews/NCBI/NIH/UW entry on ATP7A-Related Copper Transport Disorders
- Occipital horn syndrome في معاهد الصحة الوطنية الأمريكية للأمراض النادرة